# زاز اتومبیل
زاز اتومبیل (اوکراینی: ЗАЗ, Запорізький автомобілебудівельний завод) شرکت خودروسازی اوکراینی است، که در سال ۱۹۲۳ تأسیس شد.